# Perissus kiangsuensis
Perissus kiangsuensis là một loài bọ cánh cứng trong họ Cerambycidae.